# Charlotte Wedell
Charlotte Wedell, född 1862, död 1953, var en amerikansk matematiker.
Hon deltog 1897 i den första Internationella matematikerkongressen. Hon var en 208 matematiker, och en av endast fyra kvinnor som deltog, vid sidan av Iginia Massarini, Vera von Schiff, och Charlotte Scott.